# ارمینو
ارمینو (به لاتین: Arminou) یک عوارض جغرافیایی در قبرس است که در ناحیه پافوس واقع شده‌است.

## خصوصیات
ارمینو  ۲۶ نفر جمعیت دارد.